# Les Chevaliers du roi
Pour plus de détails, voir Fiche technique et Distribution.
Les Chevaliers du roi est un film d'aventure néerlandais réalisé par Pieter Verhoeff, sorti en 2008.
Le scénario est tiré d'un roman de Tonke Dragt.

## Synopsis
Tiuri est un jeune apprenti chevalier. Pour le devenir, il doit encore passer une épreuve. Au cours de celle-ci, un inconnu lui demande de remettre une lettre à un chevalier en pleine forêt. Quand Tiuri trouve le destinataire, celui-ci, gravement blessé, lui demande de remettre lui-même la lettre au Roi car le sort du Royaume est en jeu. Tiuri va se lancer dans l'aventure et faire face à d'innombrables adversaires…

## Fiche technique
- Titre original : De brief voor de Koning
- Réalisation : Pieter Verhoeff
- Scénario : Maarten Lebens, Pieter Verhoeff d'après un roman de Tonke Dragt
- Musique : Erwin Roodhardt
- Sociétés de production : Armada Productions, Eyeworks Egmond
- Société de distribution : Swift Production
- Budget : 7,5 millions €
- Pays d'origine :  Pays-Bas
- Langue : néerlandais
- Genre : Film d'aventure
- Durée : 110 minutes
- Dates de sortie : 16 juillet 2008 (Pays-Bas)
- Dates de sortie en vidéo : 6 octobre 2010 (Belgique)

## Distribution
- Yannick van de Velde : Tiuri
- Quinten Schram : Piak
- Rüdiger Vogler : Menaures /le Roi d'Unauwen
- Derek de Lint : le Roi de Dagonaut
- Raymond Thiry : Tiuri le brave, le père de Tiuri
- Monic Hendrickx : la mère de Tiuri
- Hanna Schwamborn : Lavinia
- Lars Rudolph (en) : Slupor
- Uwe Ochsenknecht : Rafox